# Arbitraire gevolgtrekking
Een arbitraire gevolgtrekking of willekeurige gevolgtrekking is een denkfout waarbij iemand een conclusie trekt die niet door feiten wordt geschraagd.

## Voorbeelden
- Klaas is depressief en belt zijn beste vriend die de telefoon niet beantwoordt. Klaas weet zeker dat er niemand meer is die hem nog kan redden.
- De arts kan na grondig onderzoek niets vinden. De patiënt weet hierdoor zeker dat het een ernstige ziekte moet betreffen.
- Een repressief opgevoede jongen loopt op straat en denkt dat iedereen die hem aankijkt iets tegen hem heeft.

## Cognitieve Therapie
In de jaren 60 van de 20ste eeuw stelde Aaron T. Beck een lijst met denkfouten (onder andere de arbitraire gevolgtrekking) op die volgens hem depressies veroorzaakten of in stand hielden. Becks Cognitieve Therapie tracht verwrongen en onrealistische denkwijzen op te sporen en te veranderen en aldus emotie en gedrag te beïnvloeden. Inmiddels wordt de therapie toegepast bij meer psychische aandoeningen, zoals verslavingen, eetstoornissen, fobieën, angststoornissen en paniekstoornissen.